# Млава
Мла́ва (пол. Mława; идиш: מלאווע Mlave) — город в Польше, входит в Мазовецкое воеводство, Млавский повят. Имеет статус городской гмины. Занимает площадь 34,86 км². Население — 31 047 человек (на 2021 год). Город расположен на реке Млавке, притоке реки Вкры.

## История
Впервые город Млава упоминается как место встречи 2 июля 1426 года трёх князей Мазовии, куда они приехали на заседание местного суда. Не известно, была ли Млава к тому времени городским центром, но три года спустя, в 1429 году, Млава уже имела статус города. В 1521 году, во время польско-тевтонской войны, город был захвачен и разграблен крестоносцами. В 1659 году город был сожжен шведскими войсками, и в 1795 году, после раздела Польши, Млава стал частью Пруссии.
После наполеоновских войн Млава включена в состав Российской империи (Плоцкая губерния), где и оставалась до Первой мировой войны. Поскольку в 1914 году город был расположен в непосредственной близости от российско-германской границы, в районе Млавы шли тяжелые бои и город переходил из рук в руки четырнадцать раз. В межвоенный период правительство Второй Польской Республики построило здесь несколько укреплений, и на начальных этапах Второй мировой войны продвижение германского вермахта в районе Млавы встретило сильное сопротивление польской армии. Во время немецкой оккупации еврейское кладбище Млавы подверглось полному разрушению. В период с декабря 1940 года по декабрь 1942 года в городе было расположено гетто. Практически все его узники были уничтожены в лагерях смерти Треблинка и Освенцим. Был освобождён в январе 1945 года в ходе Млавско-Эльбингской операции.  
В 1991 году город стал местом крупного погрома, направленного против цыган.

## Города-побратимы
Млава является побратимом городов:
- Москуфо, Италия
- Нэсэуд, Румыния
- Саверн, Франция

## Фотографии

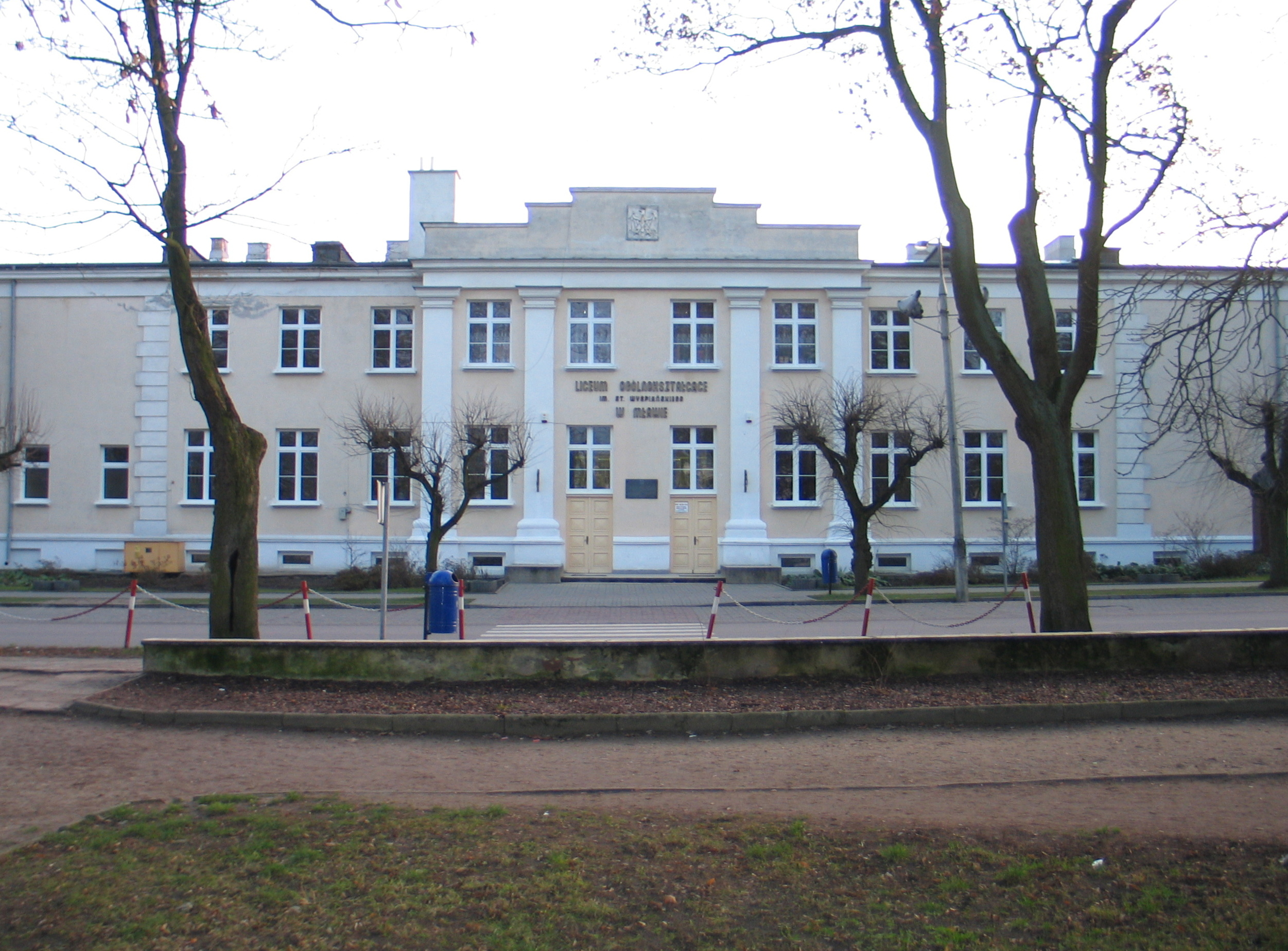
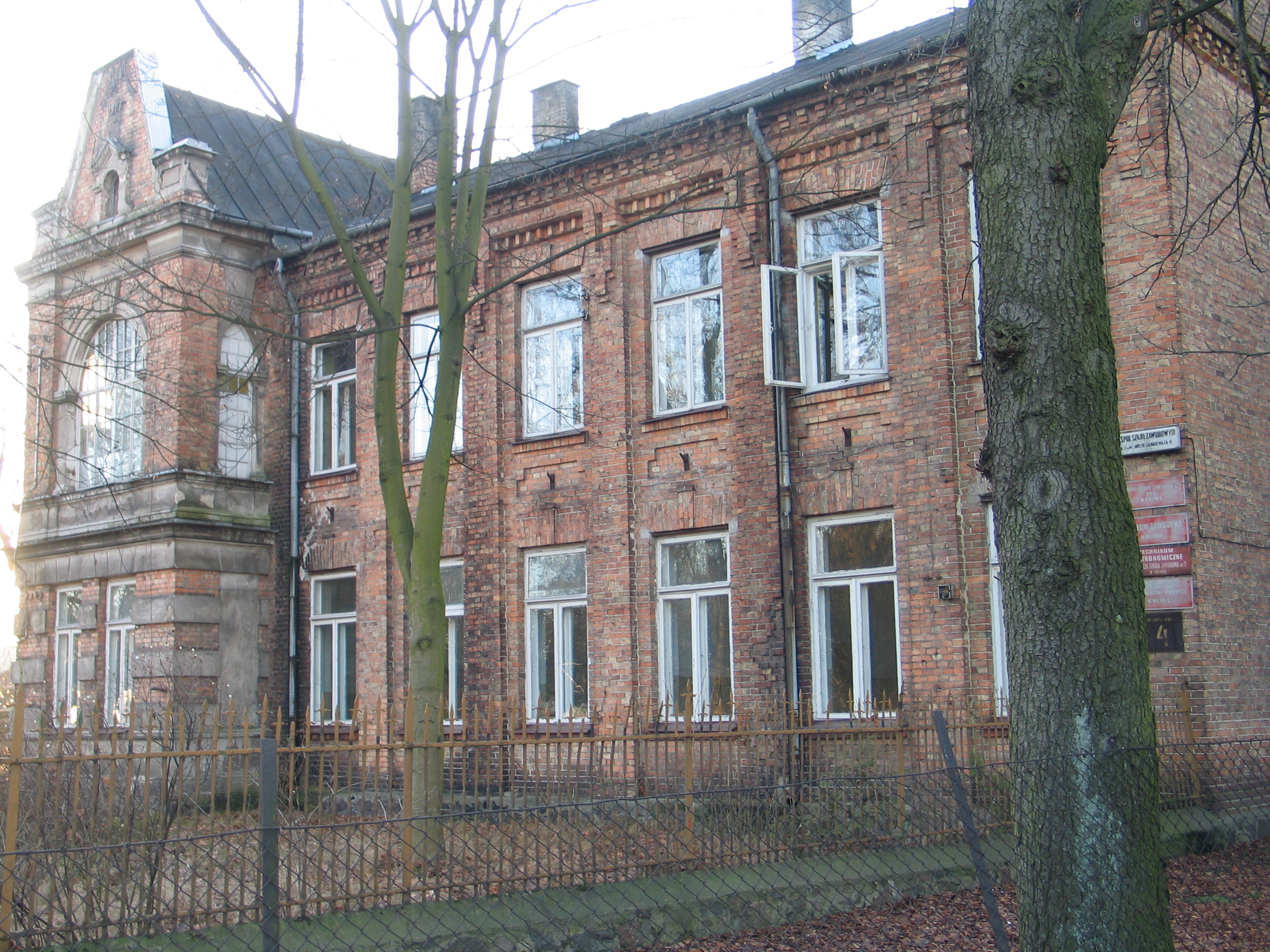
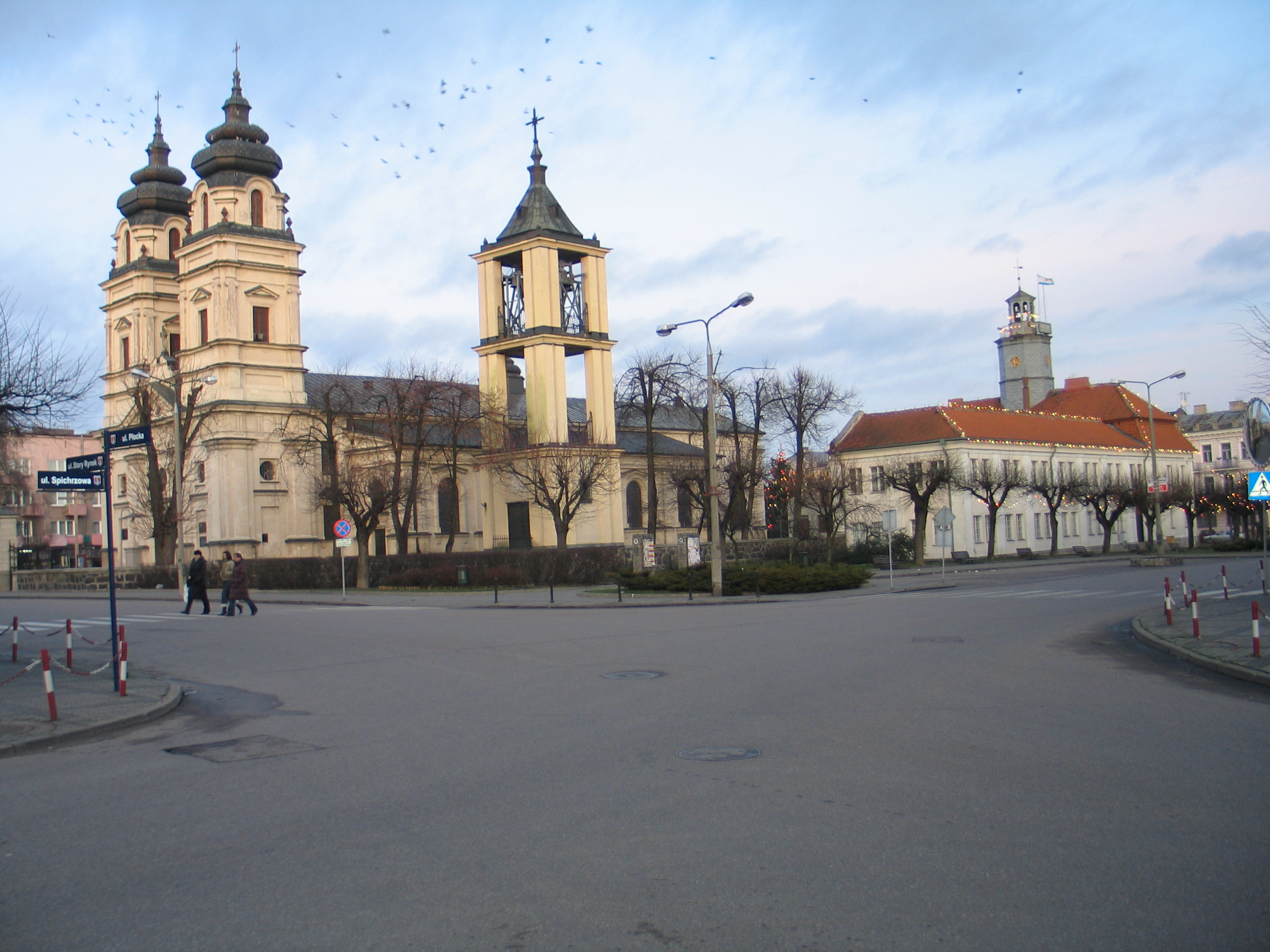
Рынок
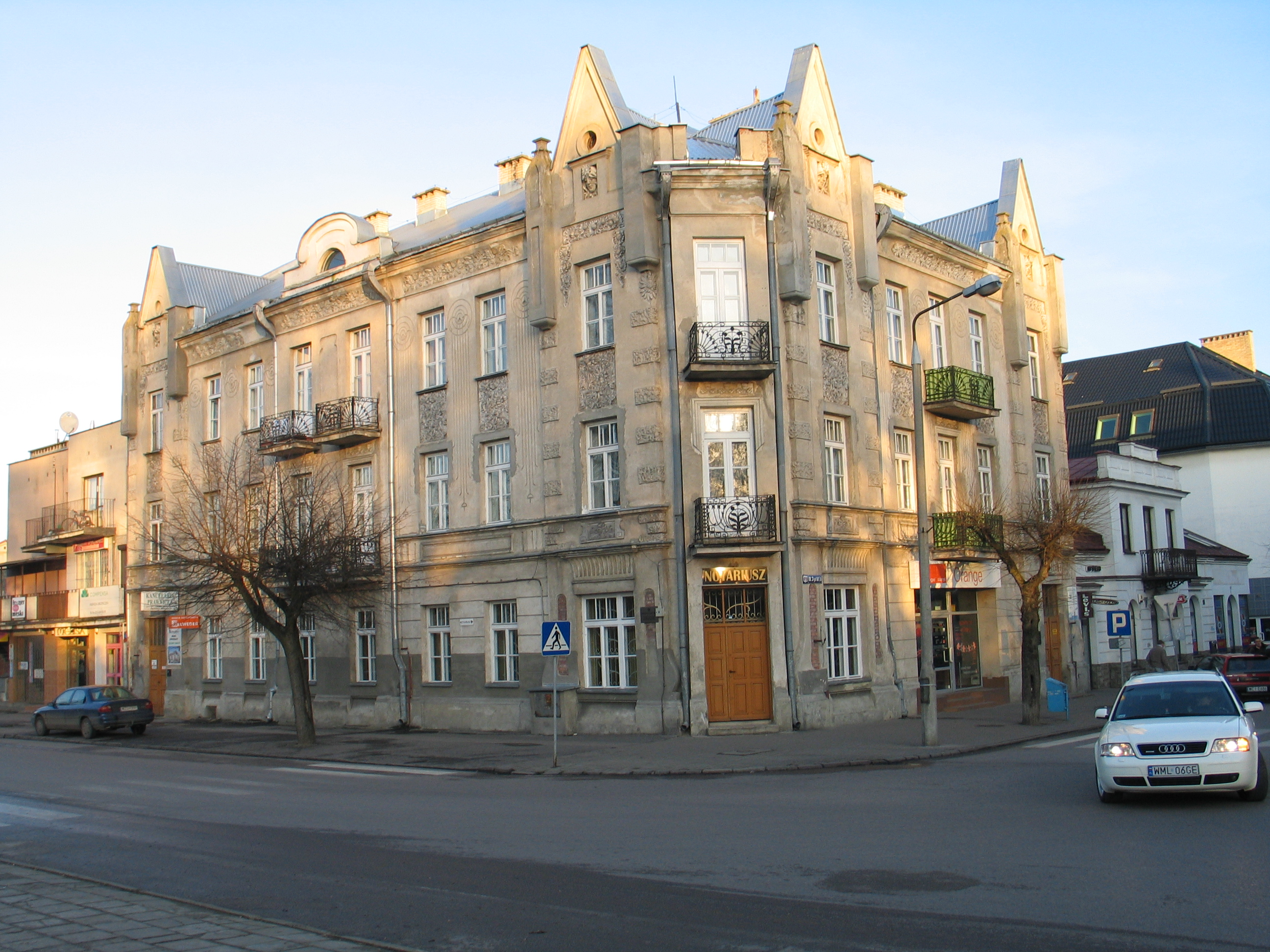
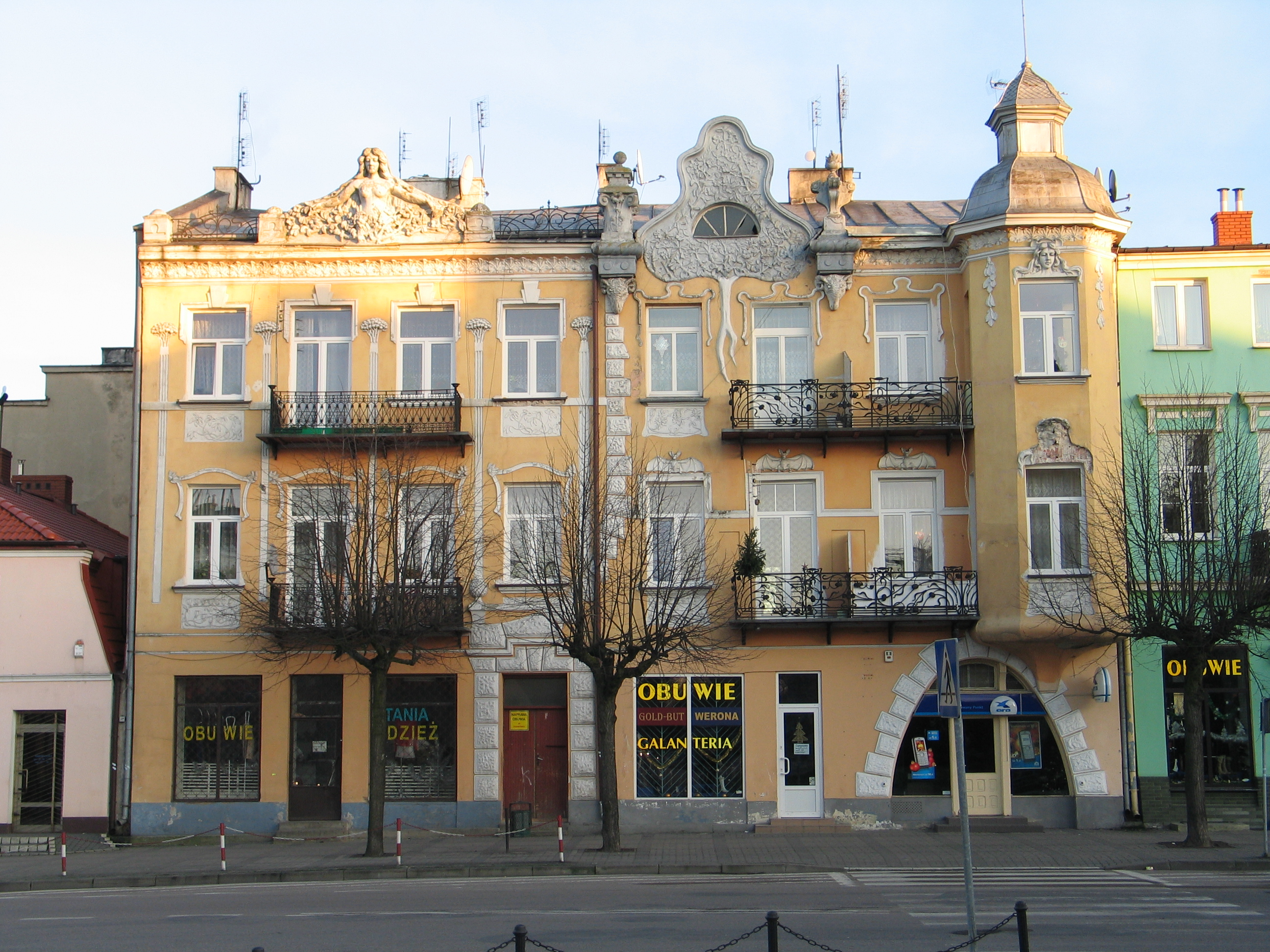
Рынок
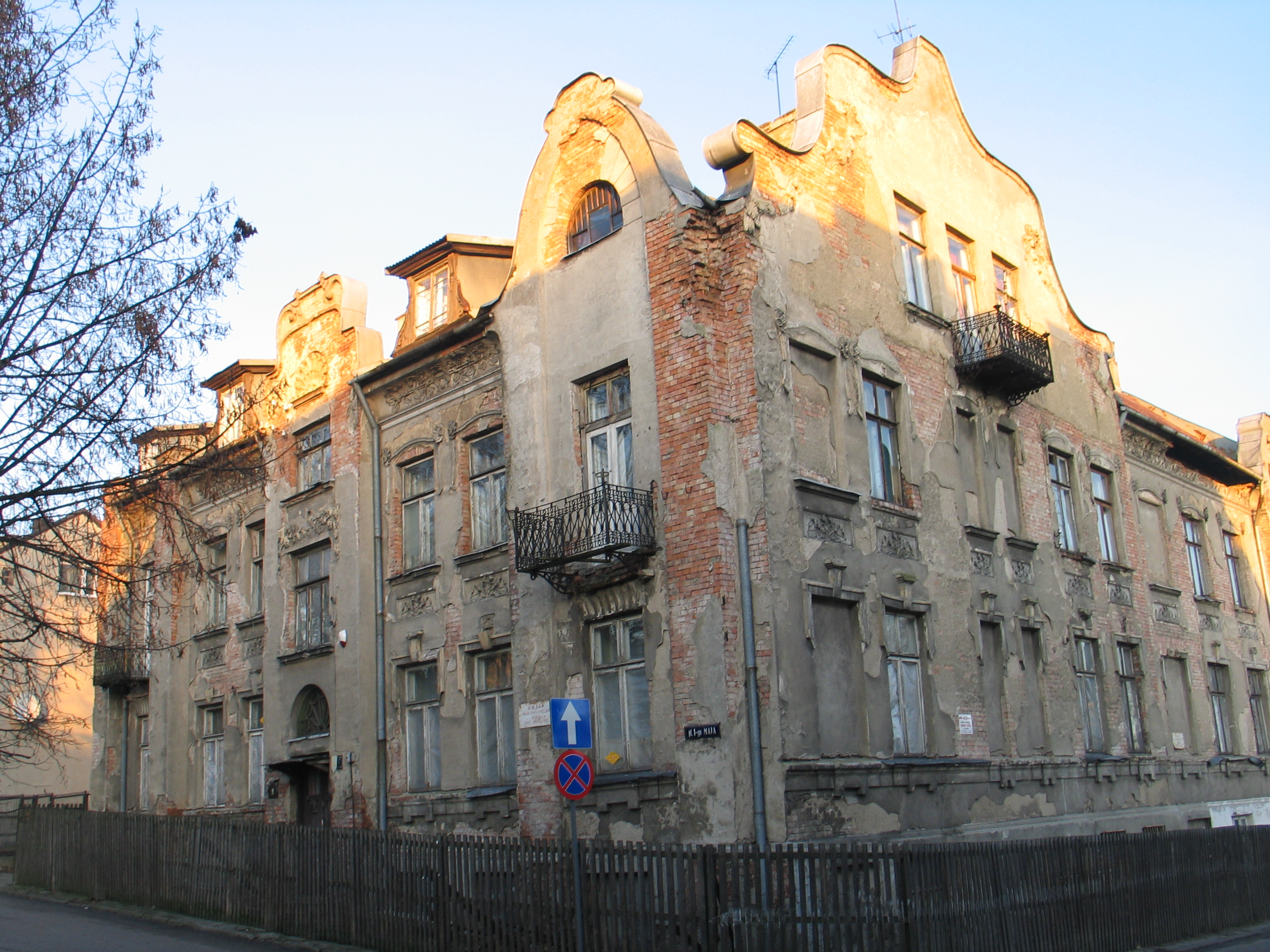
Рынок
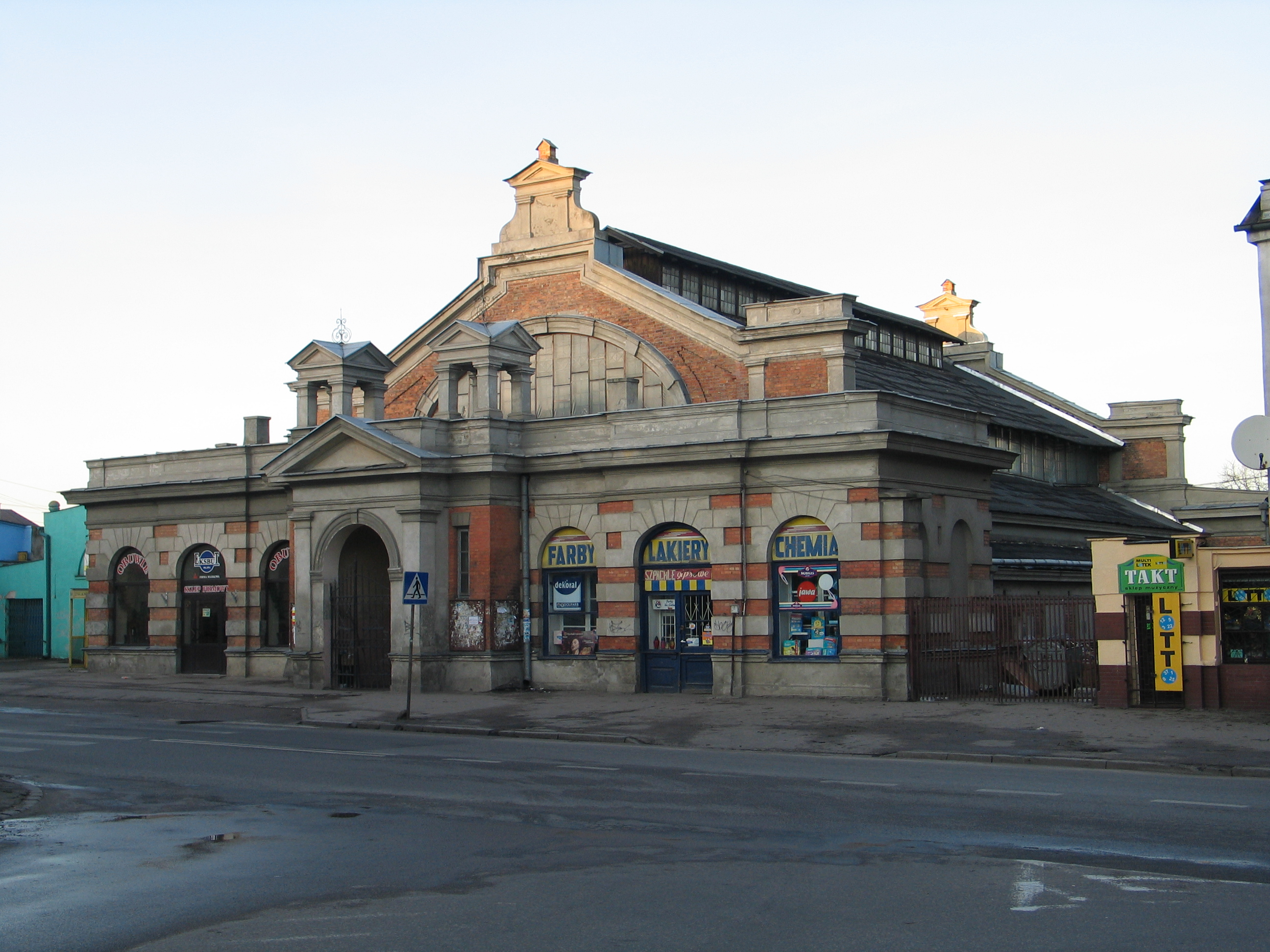
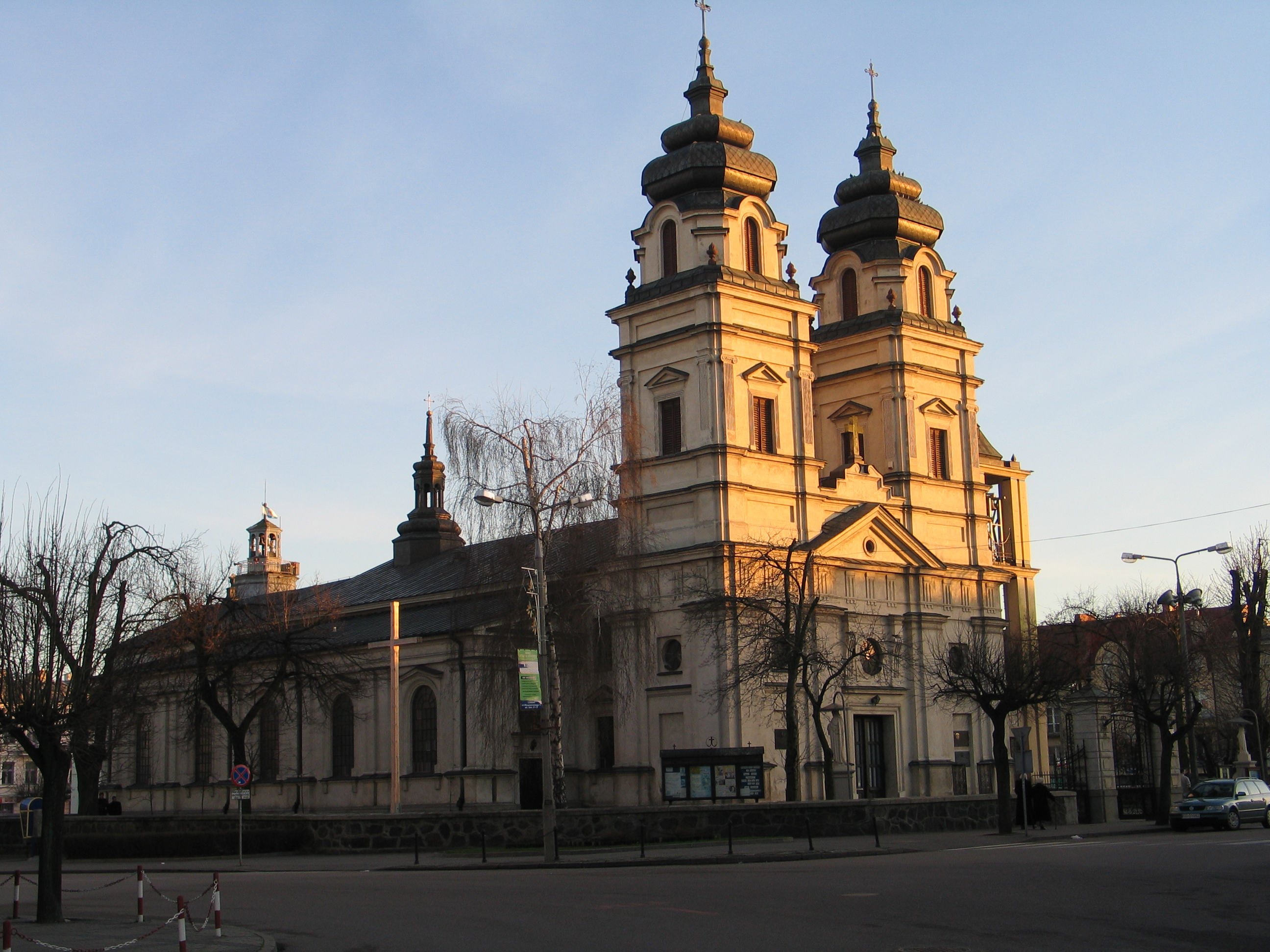
Рынок
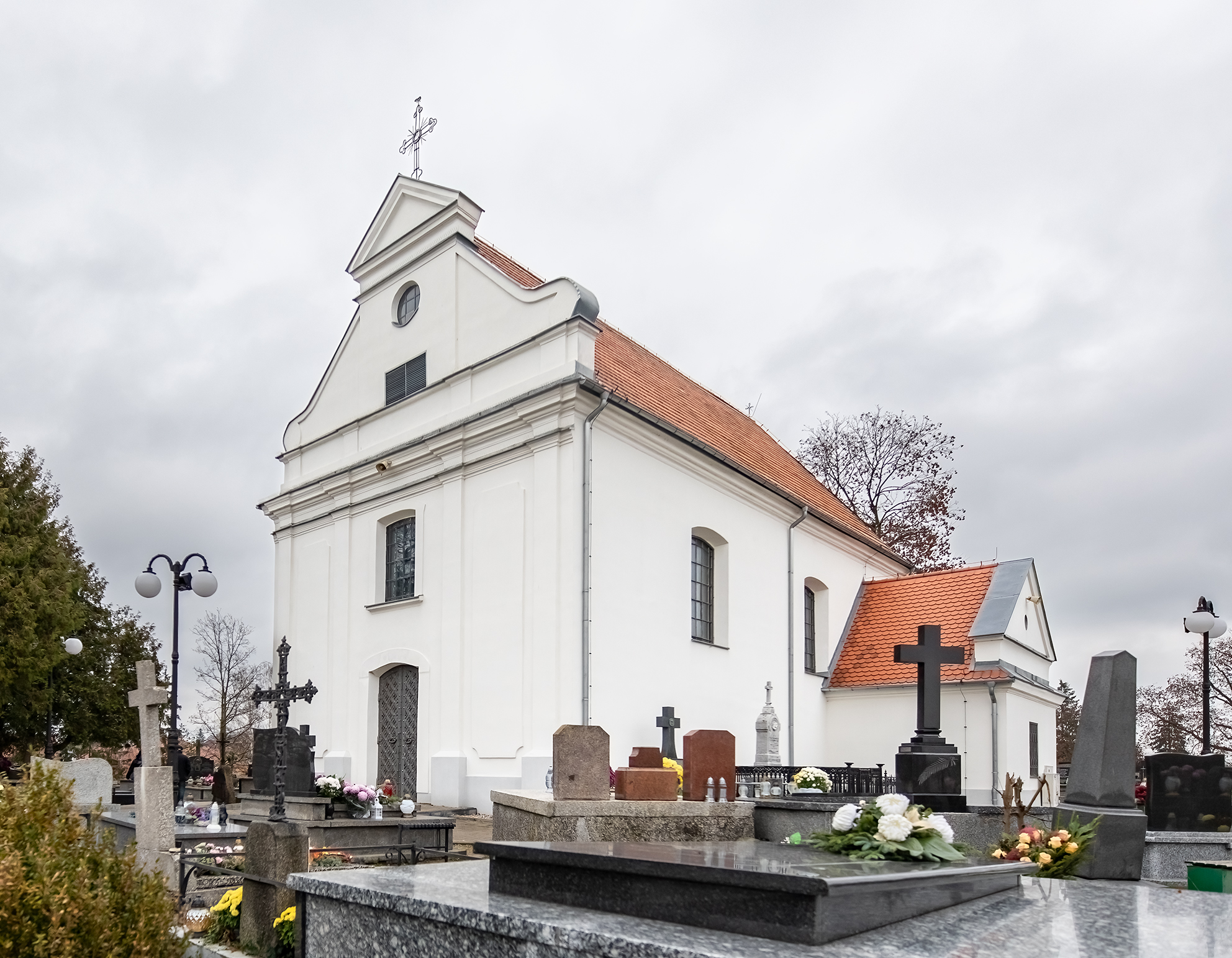
Костёл
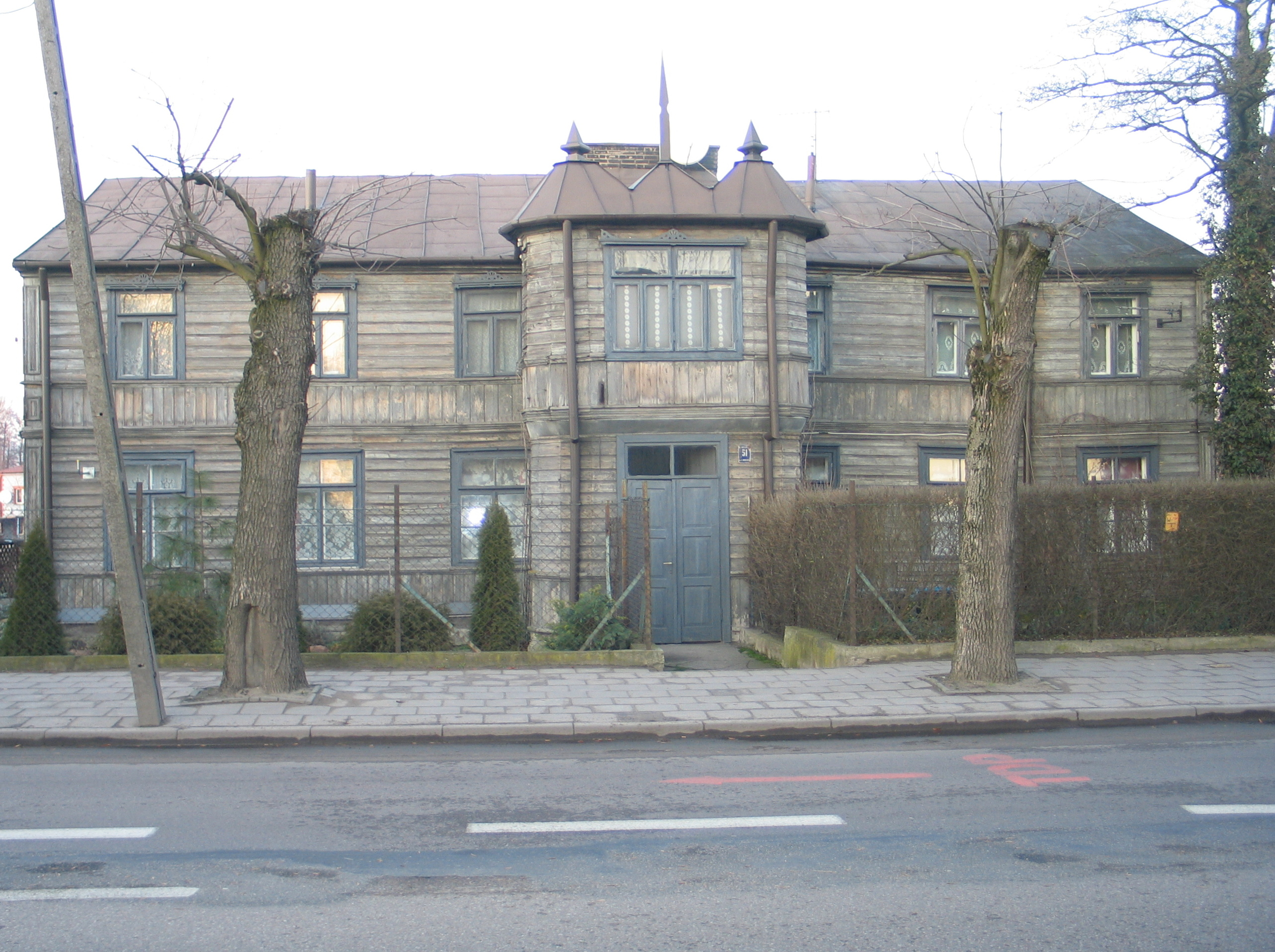
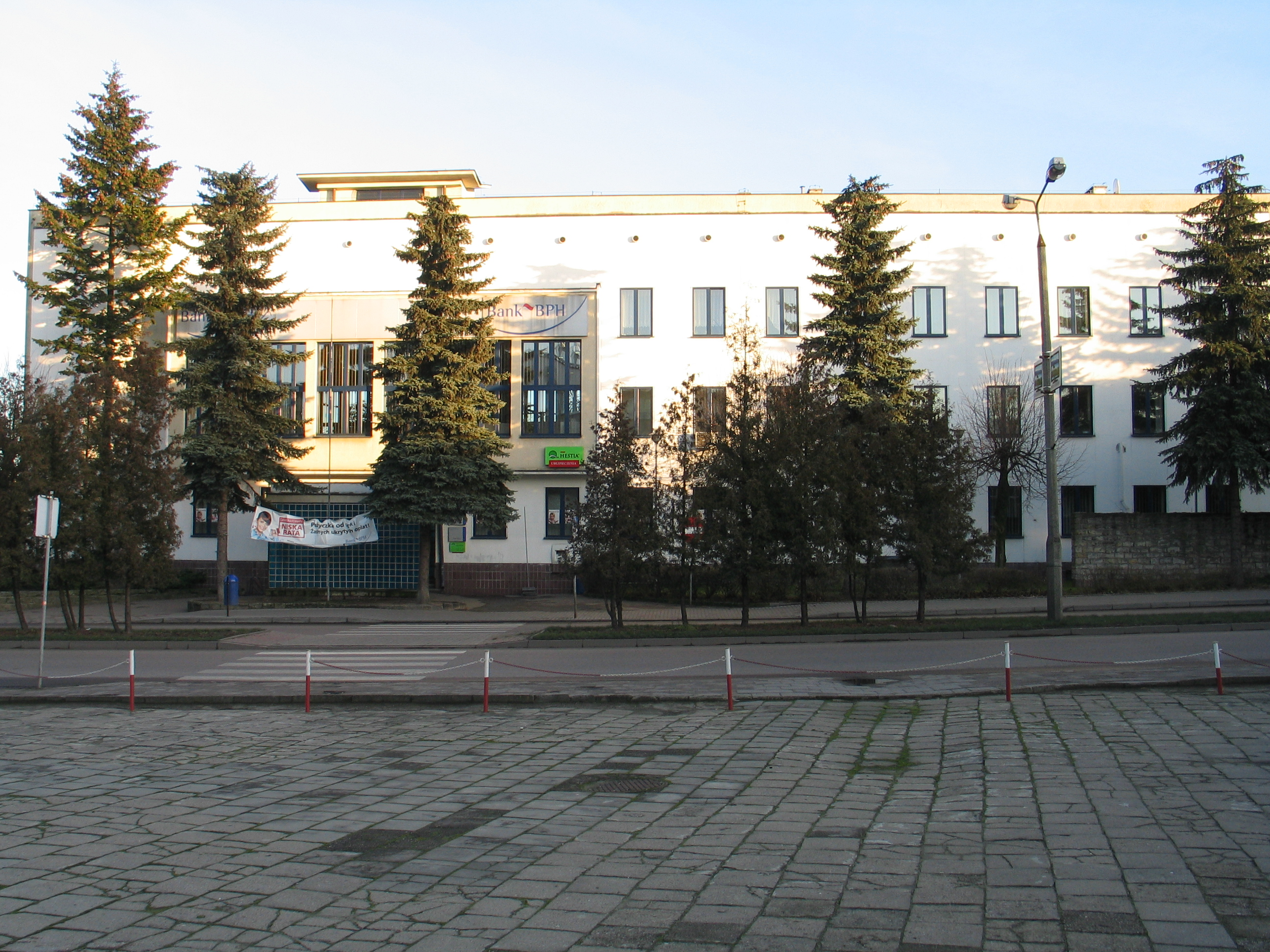